# Jorge Oteiza Enbil

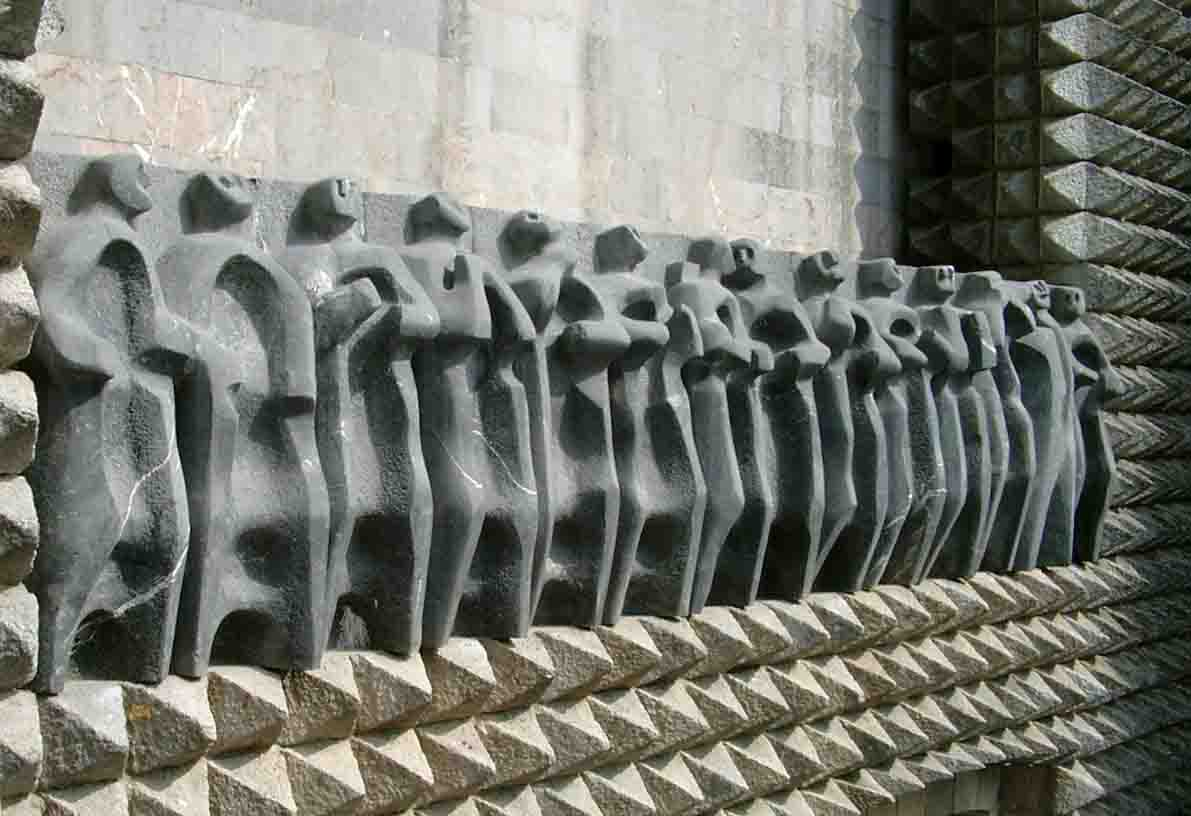
Apostoluak (Els apòstols) escultures al Monestir d'Arántzazu, Oñati

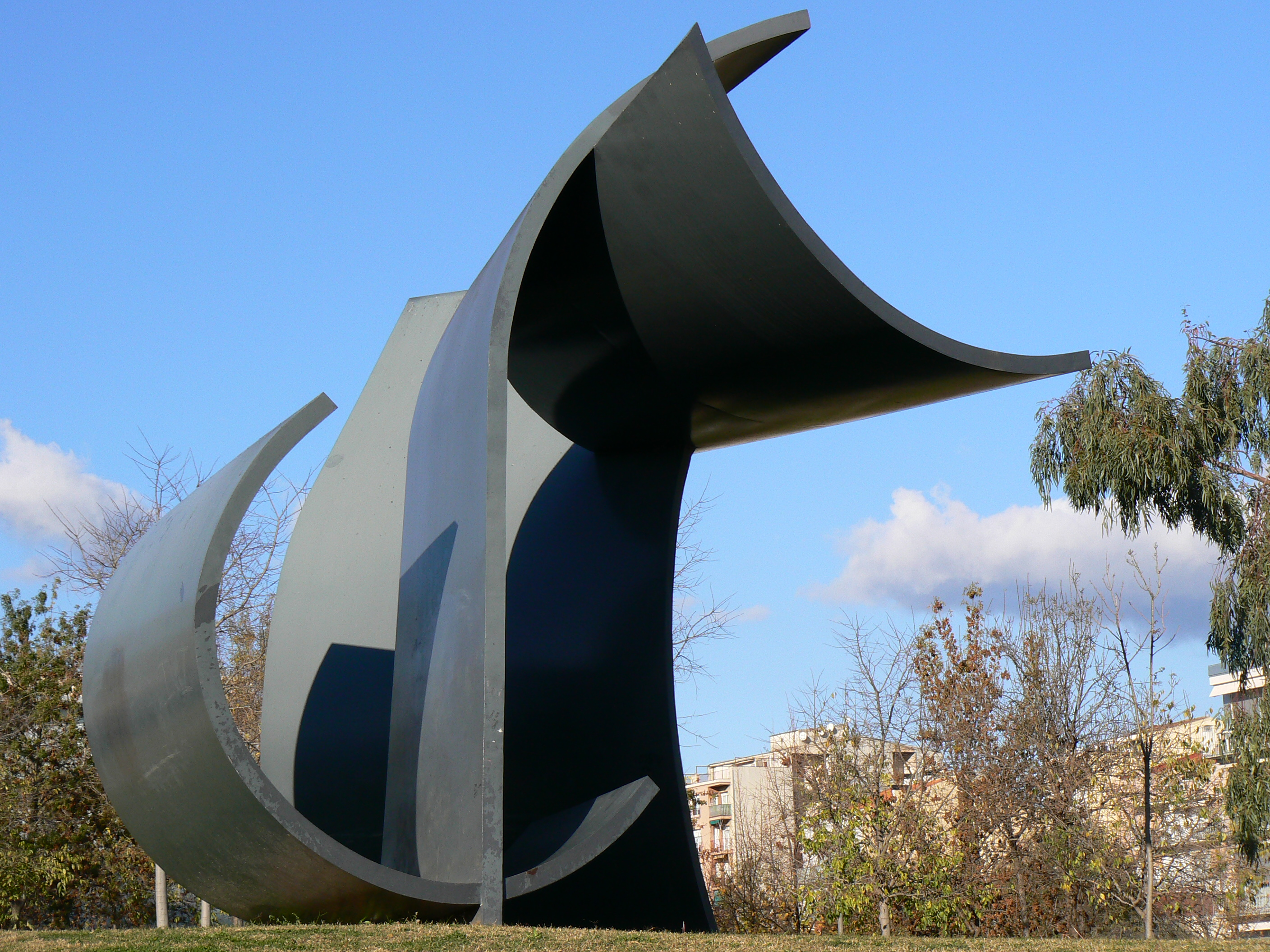
Homenatge a Malèvitx al Parc del Nord de Terrassa

Jorge Oteiza Enbil (Orio, 21 d'octubre de 1908 - Sant Sebastià, 9 d'abril de 2003) fou un escultor, pintor, dissenyador i assagista basc.
És un dels artistes bascos fonamentals del segle xx. Oteiza va iniciar la seva activitat artística de manera autodidacta als anys vint, amb obres influïdes per les avantguardes de l'època com el cubisme i el primitivisme. Amb la intenció d'investigar l'escultura precolombina, l'any 1934 va viatjar a Amèrica del Sud, on es va quedar fins al 1948. En tornar a Espanya, va guanyar per concurs la realització de l'estatuària per a la Basílica de Nostra Senyora d'Arantzazu, a Oñate (Guipúscoa). Era una obra controvertida, en la qual Oteiza posava en pràctica la seva teoria sobre el debilitament de l'expressió figurativa, i l'Església li va prohibir dur-la a terme. No la va poder acabar fins al 1968. Als anys cinquanta, i amb una obra experimental hereva del constructivisme, Oteiza va renunciar a la figuració i va començar un acusat procés de buidatge i desocupació de la massa que el portaria cap a una escultura vertical i lleugera: la «transestàtua», en paraules del mateix artista. La recerca a l'entorn de volums geomètrics bàsics com el cub, el cilindre i l'esfera, i el diàleg amb la llum i l'ombra, van articular una línia de treball que, el 1957, Oteiza va qualificar de «propòsit experimental». Aquest projecte va ser guardonat amb el Primer Premi d'Escultura de la Biennal de Sâo Paulo el 1959. Després d'aquest reconeixement i en el moment de màxima maduresa creativa, va decidir abandonar l'escultura per dedicar-se a temes conceptuals i teòrics. Ell mateix es declarava un «obrer metafísic». Als anys setanta, va recuperar la pràctica escultòrica treballant en obres de petit format i amb materials com guix, paper, alumini i cartró.
Amb una prolífica obra escrita, Oteiza va exposar les seves escultures en múltiples exposicions col·lectives i individuals. Destaquen les dues grans antològiques Propósito experimental, celebrada a Barcelona, Bilbao i Madrid (1988), i Oteiza. Mito y modernidad, celebrada al Museu Guggenheim de Bilbao i de Nova York (2004) i al Museo Nacional Centro de Arte Reina Sofía (MNCARS) de Madrid (2005). L'any 1988 va ser convidat al Pavelló Español de la Biennal de Venècia i el 2007 va ser inclòs com a artista referent dins del marc de la pregunta Is Modernity our Antiquity? a la XII Documenta de Kassel. La seva obra es troba en col·leccions com la del Solomon R. Guggenheim Museum de Nova York, el MNCARS de Madrid, la Fundación Juan March de Palma, el Museu Guggenheim de Bilbao i el MACBA de Barcelona, entre moltes d'altres.

## Obres escrites
- 1956-57: Xede esperimentala (Propósito experimental)
- 1960: Arte garaikidearen amaiera (El final del arte contemporáneo)
- 1963: Quousque Tandem...!, euskal arimaren interpretazio estetikoa (Quousque Tandem...!, interpretación estética del alma vasca)
- 1968: Arrautzaren estetika. Euskal pentsamoldea eta labirintua (Estética del huevo. Mentalidad vasca y laberinto)
- 1973: Giza eredua haurrarentzat herrialde bakoitzean (Un modelo de hombre para el niño en cada país)
- 1983: Gogo-jardunak tunelean: nortasun galdua bilatzen eta aurkitzen (Ejercicios espirituales en un tunel: en busca y encuentro de nuestra identidad perdida) Escrit el 1965, però censurat.
- 1990: Jainkoa bada Ipar-Mendebaldean (Existe Dios al Noroeste)
- 1991: Aldaketen legea. Plagioen liburua (La ley de los cambios. El libro de los plagios)